# Теорема про сферу (диференціальна геометрія)
Теорема про сферу — загальна назва теорем, що дають достатні умови на ріманову метрику, які гарантують гомеоморфність або дифеоморфність многовиду стандартній сфері.

## Формулювання
Нехай {\displaystyle M} — замкнутий, однозв'язний, n-вимірний ріманів многовид з деякою умовою на кривину (див. зауваження), тоді {\displaystyle M} гомеоморфний / дифеоморфний n-вимірній сфері.

### Зауваження
- Формулювання з гомеоморфізмом і дифеоморфізмом мають назви відповідно топологічна теорема про сферу і гладка теорема про сферу.

- Найвідомішою умовою на кривину є так зване чверть-защеплення кривини, що означає, що секційна кривина в кожному секційному напрямку кожної точки лежить в {\displaystyle (1,4]}.
  - Умова чверть-защеплення є оптимальною, теорема перестає виконуватись, якщо секційна кривина може набувати значень у замкнутому інтервалі {\displaystyle [1,4]}. Стандартний контрприклад — комплексний проєктивний простір з канонічною метрикою; секційна кривина метрики набуває значень між 1 і 4, включно з кінцевими точками. Інші контрприклади можна знайти серед симетричних просторів рангу 1.
  - Загальнішою умовою є поточкове чверть-защеплення. Це означає, що секційна кривина додатна і для кожної фіксованої точки відношення максимуму до мінімуму секційних кривин по всіх секційних напрямках не перевершує 4.

- Іншою відомою умовою на кривину є додатність оператора кривини.
  - Загальнішою умовою є так звана 2-додатність оператора кривини, тобто додатність суми двох найменших власних значень оператора кривини.

## Історія

### Топологічна теорема
- Першу теорему про сферу довів 1951 року Раух[ru]. Він показав, що однозв'язні многовиди із секційною кривиною в інтервалі [3/4, 1] гомеоморфні.

- 1960 року Марсель Берже[ru] і Вільгельм Клінгенберг[ru] довели топологічну версію теореми про сферу для чверть-защеплення.

- 1988 року Мікалеф і Мур довели топологічну версію для замкнутих многовидів із додатною комплексифікованою кривиною в ізотропних напрямках.
  - Зокрема, з цього випливає топологічна теорема про сферу для додатного оператора кривини.
    - Те, що замкнуті многовиди з додатним оператором кривини є раціонально-гомологічними сферами, легко випливає з формули Бохнера.

  - Їх доведення використовує двовимірний аналог леми Сінга.

### Гладка теорема
Класичні методи дозволяли довести гладку теорему про сферу тільки для дуже жорсткого защеплення, оптимальних защеплень вдалося досягти застосуванням потоку Річчі.
- 1982 року Річард Гамільтон довів гладку теорему про сферу в 3-вимірному випадку з додатною кривиною Річчі.
  - Це було перше застосування потоку Річчі, інші доведення гладкої теореми проходили за тією ж схемою, але вимагали серйозних технічних доробок.

- 1985 року Герхард Гуйскен[en] використав потік Річчі для доведення гладкої теореми про сферу у всіх розмірностях.
  - Запропонована ним умова на кривину була в деякому сенсі оптимальною. Зокрема, тензор кривини добутку кола на сферу {\displaystyle \mathbb {S} ^{1}\times \mathbb {S} ^{n-1}} лежить на межі умови на кривину.

- 2008 року Бурхард Вілкінг[ru] і Крістоф Бем довели гладку теорему про сферу для два-додатності оператора кривини. Зокрема, гладка теорема про сферу виконується за умови додатності оператора кривини.

- 2009 року Саймон Брендле[en] і Річард Шен[en] довели гладку теорему про сферу з чверть-защепленням. Їхнє доведення істотно використовувало ідеї Вілкінга і Бема.